# Desa Kalibenda (administrativ by i Indonesien, lat -7,42, long 109,10)
Desa Kalibenda är en administrativ by i Indonesien.   Den ligger i provinsen Jawa Tengah, i den västra delen av landet, 280 km sydost om huvudstaden Jakarta.